# Jankeijcythere (Neojankeijcythere) longereticulata
Jankeijcythere (Neojankeijcythere) longereticulata is een mosselkreeftjessoort uit de familie van de Cytheridae. De wetenschappelijke naam van de soort is voor het eerst geldig gepubliceerd in 1993 door Jellinek.